# Юрьёля, Йоуни
Йоуни Юрьёля (фин. Jouni Yrjölä; 24 октября 1959) — финский шахматист, гроссмейстер (1990).
В составе национальной сборной участник 8-и Олимпиад (1982—1992, 1996 и 2000).

## Книги
- Easy Guide to the Classical Sicilian – featuring the Richter-Rauzer and Sozin Attacks. Everyman Chess, London 2000, ISBN 1-857-44524-4.
- An Explosive Chess Opening Repertoire for Black. Gambit Publications, London 2001, ISBN 1-901983-50-1. (в соавторстве с Jussi Tella)
- The Queen’s Indian. Gambit Publications, London 2003, ISBN 1-901983-90-0. (в соавторстве с Jussi Tella)

## Изменения рейтинга
| Графики недоступны из-за технических проблем. См. информацию на Фабрикаторе и на mediawiki.org. |